# Dia do Fico

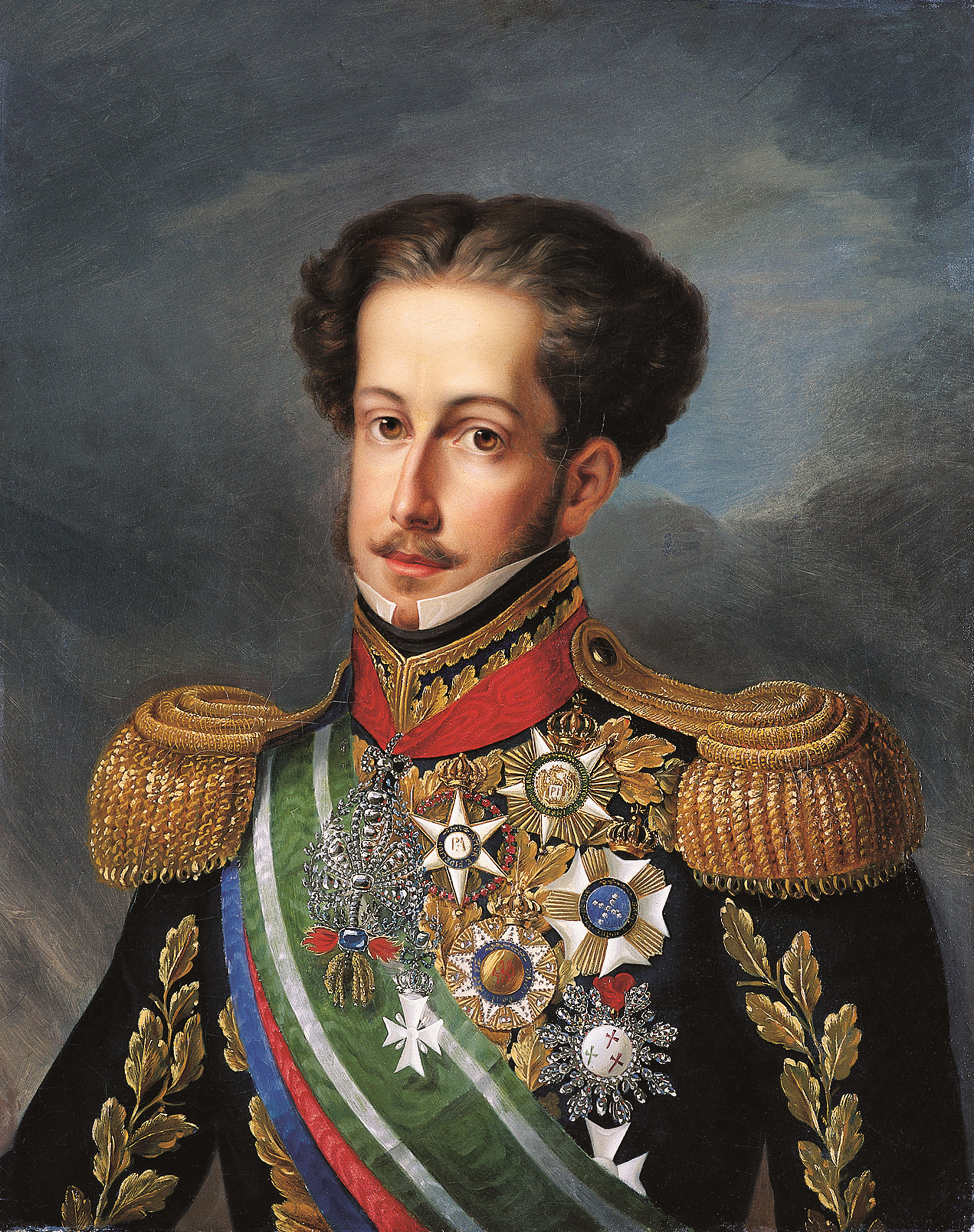
Dom Pedro I

Dia do fico refere-se, na história do Brasil, ao dia 9 de janeiro de 1822. Neste dia, o então príncipe D. Pedro (depois Imperador como Pedro I) declarou que não cumpriria as ordens das Cortes portuguesas que exigiam sua volta a Lisboa, ficando no Brasil.

## Antecedentes
Com a chegada da família real ao Brasil, fugindo de uma possível invasão francesa, em 1808, o país deixou de ser uma simples colônia portuguesa e passou a ser o centro do Império Português, tendo sido o Brasil elevado à condição de reino em 1815. Em 1821 eclodiu a Revolução do Porto. As elites políticas metropolitanas portuguesas instalaram as Cortes para confecção de uma Constituição e o rei João VI voltou para o reino, deixando seu filho, Pedro de Alcântara, na condição de príncipe-regente.
Ao longo de 1821, quando as discussões no âmbito das Cortes caminhavam na direção de retornar o Brasil ao status de colônia, os liberais radicais se uniram ao Partido Brasileiro, visando a evitar retrocessos.

## Exigências das Cortes

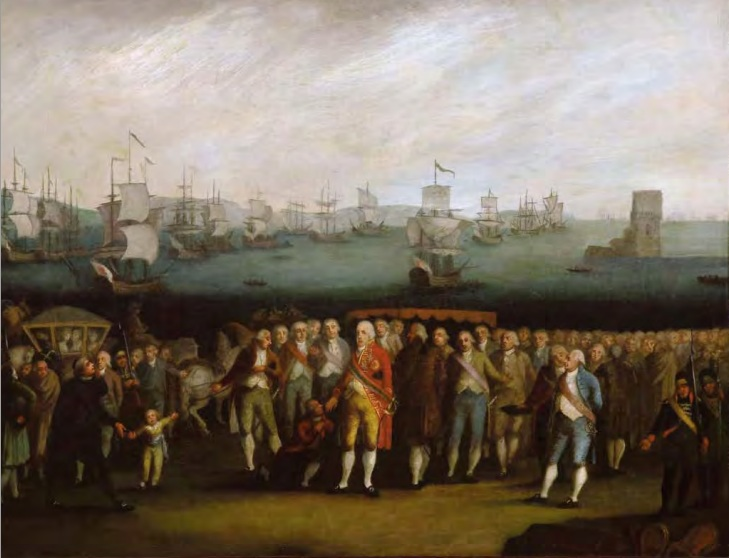
Embarque da família real portuguesa no cais de Belém, em 29 de novembro de 1807.

As Cortes expediram ordens ao príncipe regente D. Pedro de Alcântara, sendo que uma delas era a exigência de seu retorno imediato a Portugal, nomeando uma junta governativa para o Brasil.

Os liberais radicais, em resposta, organizaram uma movimentação para reunir assinaturas a favor da permanência do príncipe. Assim, pressionariam D. Pedro a ficar, juntando 8 mil assinaturas. Foi então que, contrariando as ordens emanadas por Portugal para seu retorno à Europa, declarou para o público: 
| “ | Se é para o bem de todos e felicidade geral da Nação, estou pronto! Digam ao povo que fico. | ” |

## Consequências
A partir desse episódio, D. Pedro I entrou em conflito direto com os interesses portugueses, para romper o vínculo que existia entre Portugal e o Brasil, no âmbito do Reino Unido.
Deste dia em diante, emergiram-se os conflitos militares entre apoiadores deste "ato político" e àqueles que se posicionaram em favor da coroa de Portugal. Em meio a um cenário conflituoso, este episódio culminou, meses depois, com a declaração de Independência do Brasil, proclamada no dia 7 de setembro do mesmo ano.
| “ | No célebre Dia do Fico, o príncipe regente, de apenas 22 anos, afrontou publicamente as cortes, que o pressionavam a voltar para Lisboa, e, ao permanecer no Brasil, deflagrou o turbilhão de acontecimentos que o levariam ao Grito do Ipiranga, oito meses depois. Ainda assim, é tentador fazer a conjectura: qual teria sido o destino do país caso Dom Pedro tivesse retornado a Portugal?. | ” |
|   | — (Laurentino Gomes, Revista Aventuras na História, edição 89, dezembro de 2010). |   |